# Departamento de Lihuel-Calel
Departamento de Lihuel-Calel är en kommun i Argentina.   Den ligger i provinsen La Pampa, i den centrala delen av landet, 700 km sydväst om huvudstaden Buenos Aires.
Omgivningarna runt Departamento de Lihuel-Calel är i huvudsak ett öppet busklandskap. Trakten runt Departamento de Lihuel-Calel är nära nog obefolkad, med mindre än två invånare per kvadratkilometer.